# 楊晴
楊晴（1991年5月10日—），目前為TVBS戲劇中心藝人，2013年以《媽，親一下》正式出道，並且在之後《俏摩女搶頭婚》以超萌人妻高人氣躋身「潛力女神」前三名。

## 演出作品

### 電視劇／網路劇
| 年份   | 頻道             | 劇名                    | 飾演        |
| 2013年 | 中視、TVBS歡樂台 | 媽，親一下              | 徐暖暖/ㄚㄚ |
| 2014年 | 公視、TVBS歡樂台 | 16個夏天                | 淑玲        |
| 2014年 | 三立都會台       | 女人30情定水舞間        | 陳憶文      |
| 2014年 | 華視、TVBS歡樂台 | A咖的路                 | 廖巧如      |
| 2014年 | 中視、TVBS歡樂台 | 俏摩女搶頭婚            | 方美林      |
| 2014年 | 三立都會台       | 我的寶貝四千金          | 允葳        |
| 2015年 | 三立都會台       | 好想談戀愛              | 白萱萱      |
| 2015年 | 台視、TVBS歡樂台 | 唯一繼承者              | 夏巧靈      |
| 2016年 | 中視、衛視中文台 | 原來1家人               | 徐春        |
| 2016年 | 中視、中天綜合台 | 讓愛飛揚                | 戎皓芸      |
| 2018年 | TVBS歡樂台       | 翻牆的記憶              | 姜雨欣      |
| 2018年 | TVBS歡樂台、台視 | 女兵日記                | 楊晴        |
| 2018年 | TVBS歡樂台、台視 | 女兵日記女力報到        | 楊晴        |
| 2019年 | TVBS歡樂台、中視 | 女力報到－小資女上班記  | 楊晴        |
| 2020年 | TVBS歡樂台、中視 | 女力報到－愛神出任務    | 楊晴        |
| 2020年 | TVBS歡樂台、中視 | 女力報到－最佳拍檔      | 楊晴        |
| 2020年 | TVBS歡樂台       | 女力報到－正好愛上你    | 楊晴        |
| 2020年 | TVBS歡樂台       | 女力報到－最美的約定    | 楊晴        |
| 2020年 | TVBS歡樂台       | 女力報到－好運到        | 楊晴        |
| 2020年 | Line TV          | 金愛演真探團            | 劉亞臻      |
| 2021年 | TVBS歡樂台       | 女力報到－愛情公寓      | 楊晴        |
| 2021年 | TVBS歡樂台       | 女力報到－男人止步      | 楊晴        |
| 2021年 | TVBS歡樂台       | 女力報到－男人止步2     | 楊晴        |
| 2021年 | TVBS歡樂台       | 女力報到－愛的故事      | 楊晴        |
| 2021年 | TVBS歡樂台       | 機智校園生活            | 丁文娜      |
| 2022年 | TVBS歡樂台       | 機智校園生活-青春萬歲   | 丁文娜      |
| 2022年 | TVBS歡樂台       | 機智校園生活-必勝高三生 | 丁文娜      |
| 2022年 | TVBS歡樂台       | 加油喜事                | 陳玉慧      |
| 2024年 | 原住民族電視台   | Mapolong的滋味          | 張芮        |
| 2024年 | TVBS歡樂台       | 秘書俱樂部              | 李宓        |
| 2025年 | 華視、公視台語台 | 拜六禮拜                | 吳靜芳      |
| 2025年 | TVBS歡樂台       | 舊金山美容院            |             |

### MV
- 徐佳瑩《不怕慶祝》MV
- 畢書盡《你 You》MV
- 張靚穎 《勇敢愛》MV
- 浪花兄弟 《太陽升起》MV
- 2020年 TVBS防疫多點愛  微笑的力量

### 電影
- 2012《復刻青春》
- 2012《愛在那一邊》
- 2013 新竹市立動物園微電影《看見愛》

## 獎項紀錄
| 年份   | 頒獎典禮           | 獎項       | 作品           | 角色   | 結果 |
| ------ | ------------------ | ---------- | -------------- | ------ | ---- |
| 2019年 | 第23屆亞洲電視大獎 | 最佳女主角 | 《翻牆的記憶》 | 姜雨欣 | 提名 |

## 外部連結
- 楊晴的Facebook專頁
- 楊晴的新浪微博
- 楊晴的Instagram帳戶
- TVBS 頂尖事務所 - 楊晴 （页面存档备份，存于）
- TVBS-藝人事務所的Facebook專頁